# 공작도시
《공작도시》는 2021년 12월 8일부터 2022년 2월 10일까지 방영된 JTBC 수목드라마이다.

## 기획의도
대한민국 정재계를 쥐고 흔드는 성진그룹의 미술관을 배경으로, 최고의 자리에 오르고자 하는 치열한 욕망을 담은 미스터리 심리 스릴러 드라마

## 제작진

### 제작
- 황기용, 박상억

### 제작사
- 하이스토리디앤씨: tvN 토일 드라마《스타트업》제작
- JTBC스튜디오

### 연출
- 전창근 : KBS 2TV 드라마 시티 《나의 아름다운 친구》(연출), KBS 2TV 드라마 시티 《첫사랑》(연출), KBS 2TV 드라마 시티 《기억이 잠든사이》(연출), KBS 2TV 드라마 시티 《그녀가 웃잖아》(연출), KBS 2TV 주말 드라마 《애정의 조건》(프로듀서), KBS 2TV 《알게 될거야》(공동 연출), KBS 2TV 수목 드라마 《부활》(공동 연출), KBS 1TV TV 소설 《아름다운 시절》(연출), KBS 2TV 주말 드라마 《내사랑 금지옥엽》(공동연출), KBS 1TV 일일 드라마 《우리집 여자들》(연출), KBS 2TV 월화 드라마 《직장의 신》(공동연출), KBS 2TV 주말 드라마 《가족끼리 왜 이래》(연출), JTBC 금토 드라마 《더 패키지》(연출), JTBC 수목 드라마 《쌍갑포차》(연출) 연출

### 극본
- 손세동 : KBS 2TV 월화 드라마 《동네변호사 조들호 2: 죄와 벌》(공동집필) 집필

손상기 화백의 딸로 드라마에 손상기 화백의 그림들이 나온다. 공작도시도 손화백 그림의 제목에서 따왔다.

## 등장 인물
- (†) 표시는 드라마 상에서 최종적으로 사망한 인물입니다.

### 주요 인물
- 수애 : 윤재희 역 - “무항산(無恒産)이면 무항심(無恒心)이죠 가난이 사랑을 좀 먹는 겁니다.”

아트스페이스진 실장, 미술관 ‘아트스페이스진’의 실무를 맡고 있는 성진家의 둘째 며느리다. ‘무항산(無恒産)이면 무항심(無恒心)’, 가난이 사랑을 좀먹는다고 믿는다. 오래된 연인(박정호)을 버리고 성진家의 혼외자와 정략결혼을 했다. 남편(정준혁)을 대통령으로 만들기 위해 차기 검찰총장(조강현)과 손을 잡고 성진家의 측천무후 시어머니 서한숙과 전쟁을 시작한다.
- 김강우 : 정준혁 역 - "인간 딱 두 부류야, 욕망하는 인간, 욕망 따윈 없는 척 하는 인간.

재희의 남편. JBC 보도국 앵커. 정필성의 친아들. 팬클럽을 몰고 다니는 간판 앵커. 성진그룹의 혼외자라는 꼬리표가 평생의 열등감이지만 결코 내색하지 않는다. 욕망하는 인간과 욕망 따윈 없는 척하는 인간들을 비웃으며 더 이상 욕망이 필요하지 않은 최고의 자리에 오를 날을 기다린다. 피해의식을 가졌으며 여성편력을 보인다.
- 김미숙 : 서한숙 역 - “세상이 변한 척 해봤자 사람이 절대 변하지 않는 걸 어쩌겠니.”

아트스페이스진 이사장, 성진家의 실세다. 대한민국 유력자들은 그녀를 측천무후라고 부른다. ‘쓸모’를 기준으로 사람을 구분한다. 쓸모 있게만 굴면 누구든 편안한 생활을 보장해 주지만, 고장 난 것은 물건이든 사람이든 가차 없이 내버리는 냉혈한이다.
- 이이담 : 김이설 역 (†) - "이제 하다하다 불행도 욕심을 내시네요?"

재개발 반대 시위 현장에서 하나뿐인 가족 할머니를 잃고 일찌감치 세상의 이치를 깨달았다, 아무리 많은 사람들이 발버둥치고, 걱정하고, 화를 내도 세상은 쉽게 변하지 않는다는 사실을. '아트스페이스진'의 도슨트 아르바이트에 합격 후, 재희의 주변을 불편하게 맴돈다.(1 ~ 17회) 현우의 생모라는 것이 밝혀지며 위태로운 상황에 처해진다.

#### 조력 인물
- 이학주 : 한동민 역 - JBC 보도국 기자

진정성을 인생 최고의 가치로 생각하며 사는 준혁의 보도국 후배 기자다, 세상의 불공정과 불의에 민감하고 뜨겁게 반응한다. 사회로부터 일방적인 실격 판정을 당한 사람들을 보면 죄책감이 느껴진다. 제 마음의 평화를 위해서라도 모두가 잘 사는 세상을 꿈꾼다.
출세앞에서 불의와 불의와 타협하는 모습으로 변모하며 준혁처럼 야망을 쫒는다.
- 이충주 : 박정호 역 - 윤재희의 전 남친, 중앙지검 형사4부 검사.

검사 시보 때부터 조강현의 눈에 들어 오른팔이 되었다. 재희와는 대학 신입생 때 만났다. 재희를 위해서라면 무엇이든 해주고 싶었지만 능력이 되지 않았다. 그래서 재희가 원하는 대로 맞춰주기만 하자 결심했다. 재희가 부르고 찾을 때만 나타나는 남자다.
이용당하는 것을 알면서도 재희를 연민하며 한결같이 그녀를 지켜주며 곁에 있어준다.
- 김주령 : 고선미 역 - "글쎄요, 모두 각자의 사정이라는 게 있을 테죠."

한숙의 비서. 한숙의 옷 수발을 들던 '화자 언니'의 딸이다. 대를 이어 한숙의 비서로 지내며 깨달은 인생 지침은 첫째도 둘째도 셋째도 침묵이다. 한숙에게 대한민국 유력자들의 치부책을 보관해둔 서고가 있다면, 고선미는 존재 자체가 한숙의 치부책이다.
마음의 변화가 오는듯하며 비밀을 폭로할 가능성을 보이기도 했으나 끝내 입을 다물었다.

### 성진가 사람들
- 송영창 : 정필성 역 - “믿음과 소망과 사랑 중에 그 중에 제일은 ‘돈’이다.”

한숙의 남편. 서각장인. 준혁의 친부. 대외적으로는 서각 장인, 실상은 한량이다. 철거용역업체 명성건설의 실소유주. 성진물산이 시공·시행하는 공사 현장을 전담하여 터를 닦아주고 있다. 과거, 미혼모가 되겠다는 딸을 두고 볼 수 없었던 성진 그룹의 창업주 서종태가 자신의 운전기사였던 정필성을 서한숙과 혼인시켰다.
- 김영재 : 정준일 역 - “나한테 묻지 마시죠. 나는 아무것도 모릅니다. 세상에 태어난 게 죄인 사람이라.”

성진전자 부회장. 한숙의 친아들. 한숙을 미혼모로 만든 장본인이다. 준일은 기억이 존재하는 그 순간부터 지금까지 한숙의 눈치를 보며 살고 있다. 그 때문에 단 한번도 제 마음을 가져본 적이 없어 늘 외롭다.
- 김지현 : 이주연 역 - “큰 거 바라지 않아요, 그저 품위 있게 살고 싶을 뿐.”

정준일의 부인. 아트스페이스진 대표. 한주일보 사주의 딸. 태어나기 전부터 성진 그룹의 며느리로 정해져있었다. 숨만 쉬었지 마치 죽은 사람과 같은 남편 준일과 우아하지 못한 시댁 식구들 사이에서 분노하는 일이 잦아졌다.
- 이서안 : 정은정 역 - "부자라고 다 똑같진 않죠."

필성과 한숙의 딸, 드라마 작가 지망생. 명문대 졸업 후 정책연구소 연구원과 시사 주간지 기자로 일하다가 현재는 드라마 작가 지망생으로 3년째 놀고(?) 있다. 은정은 엄마 아버지는 물론 오빠 부부들과 조카들, 가족 모두를 사랑한다.
- 정희태 : 양원록 역 - "그래서 사주팔자가 중요하다니까? 안 되면 부적이라도 쓰고!"

필성의 양동생, 철거용역업체 명성건설 바지 사장. 비밀리에 운영 중인 룸살롱 미네르바를 통해 성진家의 VIP 접대를 담당한다. 준혁이 질색하거나 말거나 작은 아버지 행세를 한다.
- 서우진 : 정현우 역 - 재희와 준혁의 아들

초등학교 입학을 앞두고 있다, 온 집안 식구들의 사랑을 받는 귀염귀염둥이
이설의 친아들. 재희는 임신이 어렵자 임신했다고 속이며 정호와 입양을 알아보고 서한숙은 이를 눈치챈다. 재희가 접촉한 브로커에게 이설과 준혁의 아이를 입양하게 해서 재희가 키우게 한다.

### 외부인사들
- 정해균 : 조강현 역 - 지방고검장, 법무부 장관 내정자.

호방하고 호탕하다. 축구 한판 뛰며 땀 흘리고, 고기에 술 한상 거나하게 차려먹고, 여자 한 번 찐하게 품고 나면 에너지가 솟구친다. 그 에너지를 원천으로 오늘날 누리고 있는 모든 것들을 이루었다 자부한다.
- 백지원 : 권민선 역 (†) - 조강현의 부인

윤재희가 갤러리 인턴으로 일하던 시절 인연을 맺었다. 친정의 사정으로 자금 융통이 어려워지자 윤재희의 도움을 받아 미술품 재테크로 비자금을 모았고, 그 돈으로 남편 내조를 했다.
- 서재희 : 오예린 역 - 조강현의 내연녀

텐프로 재직(?) 당시 조강현의 정보원 노릇을 하다가 살림까지 차리게 되었다. 조강현을 ‘아빠’라고 부르며 호시탐탐 본처의 자리를 넘보고 있다.
- 남기애 : 민지영 역 - 서영호의 부인, 민성식의 여동생.

법조계와 정계에 친정의 뿌리가 있다. 서슬 퍼런 손위 시누이 한숙 탓에 남편 사후 법대로 유산을 상속받지 못할 것을 잘 알기에 매일이 근심이다.
- 박지일 : 민성식 역 - 민지영의 오빠, 검찰 출신 4선 국회의원. 당대표. 법사위 소속.

한숙과 동등한 지위인 척 행세하지만 실상은 수족일 뿐이다. 동생 지영을 성진 그룹에 시집보내며 받은 지참금으로 사시 공부를 했고, 검사 시절 거마비도, 4선 의원이 될 때까지 모든 거마비도 성진에서 받아썼다.
- 남문철 : 최희중 역 - 한주일보 편집장

한숙의 수족 넘버 투. 성진그룹으로 시집 간 ‘주인댁 애기씨’ 이주연을 챙기는 ‘행랑아범’ 역할을 겸하고 있다.
- 염동헌 : 곽기환 역 - 전 경찰청장, 재선의원.

한숙의 수족 넘버 쓰리. 본래 넘버 쓰리가 에이스 자리라고 떠들며 호시탐탐 성식의 자리를 넘본다. 7년 전 형산동 철거 참사 당시 경찰청장을 지냈다. 덕분에(?) 국회의원이 되었다.
- 명계남 : 유진석 역 - 전직 문화체육관광부 장관, 비엔날레 총감독, 현 대학교수.

능력있고 점잖은 사람처럼 보이지만, 실은 속물 중의 속물. 돈도 좋고, 명예도 좋지만, 자신의 명예와 권력을 이용해 여성을 취할 때, 제일 행복한 사람이다.

### 그 외 인물
- 남명렬 : 윤종필 역 - 재희의 아버지, 전직 판사.

현재 알콜성 치매로 요양원 생활을 하고 있다.
- 이규현 : 박용섭 역 - 유흥업소 웨이터

겁도 많고 정도 많은 영주와 이설의 친구. 이설로부터 봉투를 전해받는다.
- 박명신 : 김명완 역 - 분식집 사장님

형산동 철거 참사 피해자 가족. 윤재희에게 형산동 유가족 나순옥 할머니가 이설의 할머니 임을 알린다.
- 황선희 : 노영주 역 - 유흥업 종사자

삶의 끝자락에 서있던 이설을 다시 일으킨 장본인이자 절친, 동성연인으로 의문의 죽음을 당한다.
- 미상 : 서영호 역 - 성진그룹 회장. 민지영의 남편, 서한숙과 남매관계.
- 미상 : 남송숙 역 - 준혁의 생모, 필성의 첫 번째 아내
- 미상 : 준일 생부 역
- 미상 : 조규성 역 - 강현과 예린 사이에서 태어난 아들. 국제중학생
- 김태금 : 김지수 역 - 현우의 개인 바이올린 선생님, 준혁과 내연관계
- 미상 : 노영주의 동거인 역
- 미상 : 유전자 검사 결과를 전달했던 기사 역
- 미상 : 기자들 역
- 미상 : 박만재 역 - 국토부 장관
- 미상 : 불륜녀 역

### 특별출연
- 김현수 : 도은영 역 - 형산5구역 재개발 지역 출신

## 시청률
최저 시청률과 최고 시청률은 시청률 조사회사와 지역별로 시청률에 차이가 있을 수 있습니다.
| 2021년 | 2021년    | 2021년         | 2021년       |
| 회차   | 방송일    | AGB 시청률     | AGB 시청률   |
| 회차   | 방송일    | 대한민국(전국) | 서울(수도권) |
| ------ | --------- | -------------- | ------------ |
| 제1회  | 12월 8일  | 3.576%         | 4.279%       |
| 제2회  | 12월 9일  | 2.628%         | 2.920%       |
| 제3회  | 12월 15일 | 3.895%         | 4.310%       |
| 제4회  | 12월 16일 | 3.119%         | 3.977%       |
| 제5회  | 12월 22일 | 4.072%         | 4.697%       |
| 제6회  | 12월 23일 | 3.166%         | 4.183%       |
| 제7회  | 12월 29일 | 3.561%         | 3.797%       |
| 제8회  | 12월 30일 | 2.977%         | 3.854%       |
| 2022년 |           |                |              |
| 제9회  | 1월 5일   | 3.414%         | 3.843%       |
| 제10회 | 1월 6일   | 3.221%         | 3.773%       |
| 제11회 | 1월 12일  | 3.929%         | 4.345%       |
| 제12회 | 1월 13일  | 3.438%         | 3.732%       |
| 제13회 | 1월 19일  | 3.867%         | 4.790%       |
| 제14회 | 1월 20일  | 4.217%         | 4.582%       |
| 제15회 | 1월 26일  | 3.784%         | 4.268%       |
| 제16회 | 1월 27일  | 3.907%         | 4.280%       |
| 제17회 | 2월 2일   | 3.105%         | 3.473%       |
| 제18회 | 2월 3일   | 4.526%         | 5.051%       |
| 제19회 | 2월 9일   | 4.104%         | 4.642%       |
| 제20회 | 2월 10일  | 4.695%         | 5.486%       |

## 참고 사항
- 김강우와 수애는 2018년에 개봉한 영화 《상류사회》 이후로 3년만에 다시 의기투합하게 되었다.
- 김강우는 2020년에 방송된 KBS 수목드라마 《99억의 여자》 이후로 1년만에 복귀하는 작품이 되었다.
- 수애는 2016년에 방송된 KBS 월화드라마 《우리집에 사는 남자》 이후로 5년만에 복귀하는 작품이 되었다.

## 같이 보기
- 대한민국의 텔레비전 드라마 목록 (ㄱ)
- 2021년 대한민국의 텔레비전 드라마 목록